# Borough (Nueva Jersey)
Un borough (algunas veces abreviados en los letreros de las carreteras como Boro) en el estado estadounidense de Nueva Jersey en el contexto del gobierno local se refiere a varios tipos y una de once formas de gobierno municipal.
Actualmente es la forma de gobierno más común en el estado de Nueva Jersey; para 1875 se habían creado 17 boroughs a partir de leyes especiales.
La Ley de Borough de 1878 permitía a cualquier municipio (o parte) con una extensión de no más de cuatro millas y una población no mayor de 5000 habitantes, establecerse como boroughs independientes mediante una petición o referendo. El poder quedaba en manos de un alcalde (para el periodo de año) y seis concejales.
La Ley de Borough de 1897 enmendó la ley anterior, eliminando la manera en la que los municipios podían incorporarse solo con el referendo o petición, por lo que los nuevos boroughs (o los que buscaban disolverse) fuesen primero aprobados por la Legislatura Estatal. En esta ley se mantuvieron los seis miembros del concejo, pero el periodo para alcalde se extendió a dos años.
La Ley de Borough de 1987 fue creada para simplificar la legislación municipal y despejar las enmiendas, cambios y normas contradictorias que se habían acumulado a lo largo del siglo en la que existió la forma de gobierno de Borough. La ley de 1987 permitió delegar la responsabilidad ejecutiva en un administrador designado. 